# The Fish-Slapping Dance

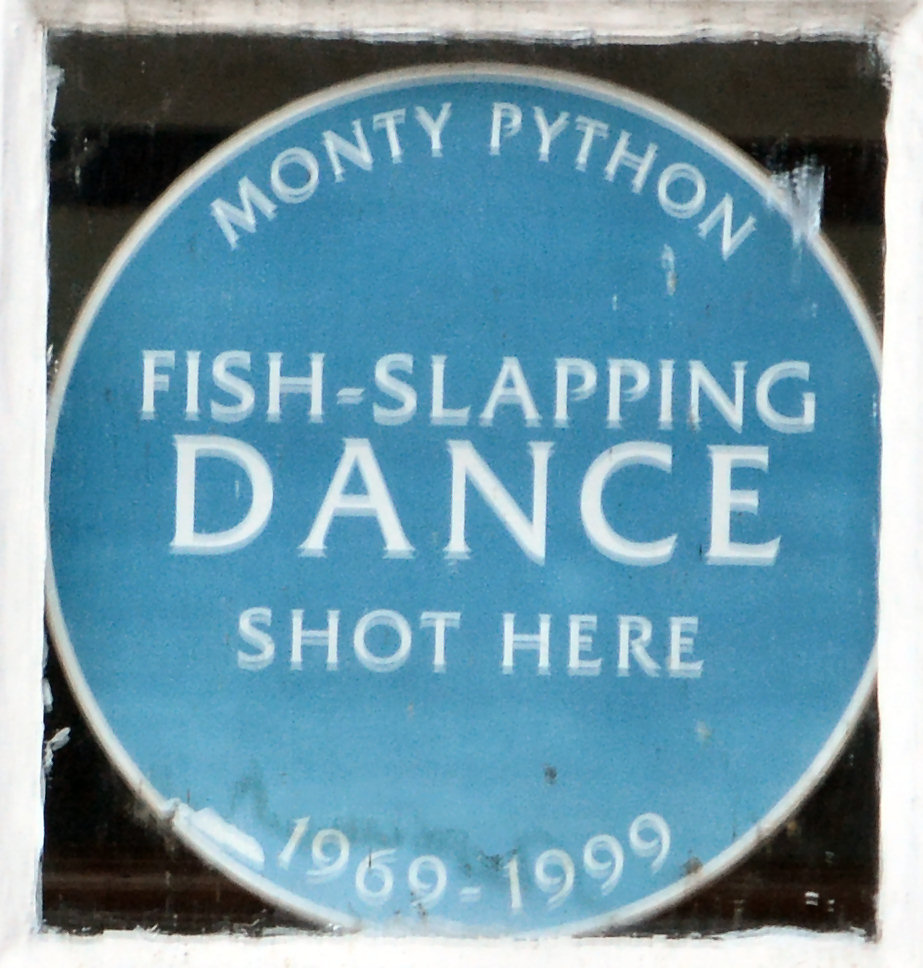
Une blue plaque commémorative à Teddington Lock.

The Fish-Slapping Dance (« La danse de la gifle de poisson ») est un sketch comique écrit et interprété par l'équipe des Monty Python. Le sketch a été enregistré à l'origine en 1971 pour une émission spéciale pan-Européen des fêtes de mai, intitulée Euroshow 71. En 1972, il a été diffusé dans le cadre du deuxième épisode de la troisième série de Monty Python's Flying Circus, intitulé Mr & Mrs Brian Norris' Ford Popular.

## Déroulement du sketch
Le sketch met en scène John Cleese et Michael Palin en tenue de safari et casque colonial sur le côté d'une écluse à Teddington Lock (en) dans l'ouest de Londres. Les deux se font face et une musique orchestrale légère joue pendant que Palin danse en sautillant vers Cleese, le giflant légèrement au visage avec deux petites sardines, et retournant à sa place de départ. Après que Palin ait fait cela quatre fois, il retourne à sa place de départ et reste immobile. Dans la danse folklorique britannique traditionnelle, que cela rappelle, on s'attendrait à ce que l'autre danseur répète ces pas. Au lieu de cela, la musique s'arrête, et Cleese révèle son poisson (une truite, beaucoup plus grosse que les sardines) et en frappe Palin à la tête, le faisant tomber dans l'eau plusieurs mètres plus bas. 
Palin a expliqué dans diverses interviews que, lors des répétitions, le sas de l'écluse était rempli (ce qui augmentait le niveau de l'eau) ; cependant, lors du tournage, le sas était vide, et il a dû plonger d'une hauteur effrayante lors de son saut.
Dans l'épisode de 1972 des Monty Pythons, la scène est reprise sous la forme d'une animation de Terry Gilliam dans laquelle une version en dessin animé du personnage de Palin s'enfonce dans le canal jusqu'à ce qu'il soit mangé par un poisson allemand géant portant une croix gammée nazie sur le corps, puis ce poisson est mangé par un poisson britannique plus grand portant une cocarde de la Royal Air Force, et enfin ce poisson est mangé par un poisson chinois encore plus grand portant une étoile rouge sur la tête.
La musique que l'on entend jouer est Merrymakers Dance de Nell Gwyn suite du compositeur britannique Edward German (1862-1936).
Le sketch dure environ 20 secondes, mais la représentation non verbale du rapport humain enchante son public. Il reste l'un des sketches comiques préférés de Michael Palin dans l'émission, et il en a fait la pièce maîtresse de son propre choix de sketches pour son épisode de la mini-série Monty Python's Personal Best (en). Palin a déclaré que ce sketch résume de manière concise ce que sont les Python.

## Impact
- Dans le spectacle dérivé des Monty Python à Broadway : « Spamalot », écrit par Eric Idle, apparaît une chanson appelée « The Fisch Schlapping Song », chantée par des pseudo-Finlandais, avant que l'historien ne mette fin à la chanson de manière abrupte. Pendant la chanson, des hommes et des femmes vêtus de vêtements stéréotypés de Scandinavie se giflent avec des poissons, comme dans le sketch original[4].

- L'équipe comique suédoise Angne & Svullo (en) a réalisé sa propre version de la danse de la gifle de poisson dans un épisode de son émission télévisée populaire à la fin des années 1980. Le sketch commence de la même manière que l'original : d'abord Angne gifle Svullo plusieurs fois au visage avec de petits poissons, puis Svullo sort un gros poisson et, d'un seul coup, fait tomber Angne dans l'eau en riant comme un hystérique. Cependant, dans leur version, une vieille dame avec un parapluie arrive et commence à frapper Svullo avec son parapluie jusqu'à ce qu'il tombe lui aussi dans l'eau[5].

- Dans une interview, le fils de George Harrison, Dhani Harrison, a déclaré que la danse des poissons était l'un des sketches des Monty Python préférés de son père.

- L'émission télévisée australienne satirique The Chaser's War on Everything (en) a présenté un « sketch comique britannique » qui parodiait principalement les Monty Python. À un moment donné, quelqu'un est giflé avec un poisson.

- Dans Jonas et les Végétaloufs, l'un des « péchés » des Ninivites est de gifler les gens avec des poissons, et même de se gifler les uns les autres avec des poissons (à ce moment-là, deux Ninivites se giflent les uns les autres avec des poissons de plus en plus gros, et le deuxième Ninivite écrase le premier Ninivite avec un poisson d'une taille impossible à atteindre). Les commentaires dans le DVD confirme que le sketch des Monty Python en est la source d'inspiration.

- Le Scout dans le jeu vidéo Team Fortress 2 a une arme appelée le « Saint Maquereau », basée sur le sketch. Il s'agit d'un reskin de sa batte de base, mais le kill feed compte le nombre de fois où le joueur frappe quelqu'un avec le poisson, et lorsqu'il est tué, il crie « FISH KILL ! ». La description est la suivante : « Se faire frapper par un poisson doit être humiliant »[6].

- Le 14 mars 2012, l'émission humoristique de l'Australian Broadcasting Corporation Adam Hills in Gordon Street Tonight (en) a présenté un sketch dans lequel un membre du public âgé de 15 ans a exécuté la danse de la gifle de poisson avec John Cleese.

- Le 27 décembre 2020, la version en ligne de The Guardian a publié une caricature de l'accord commercial et de coopération entre l'Union européenne, Euratom et le Royaume-Uni de Boris Johnson sous la forme d'une danse du poisson, attribuée aux Monty Python[7].

- Pendant le développement du jeu en ligne Club Penguin, une animation sur un ninja pingouin a été réalisée, inspirée de la danse de la gifle de poisson[8].